# Tunesien ved OL
Tunesien deltog første gang i olympiske lege under Sommer-OL 1960 i Rom. De har siden deltaget i alle efterfølgende olympiske sommerlege, undtagt Sommer-OL 1980 i Moskva, som de boykottede. Tunesien har aldrig deltaget i vinterlege.

## Medaljeoversigt
| Tunesiens medaljer under de olympiske sommerlege | Tunesiens medaljer under de olympiske sommerlege | Tunesiens medaljer under de olympiske sommerlege | Tunesiens medaljer under de olympiske sommerlege | Tunesiens medaljer under de olympiske sommerlege | Tunesiens medaljer under de olympiske sommerlege |
| ------------------------------------------------ | ------------------------------------------------ | ------------------------------------------------ | ------------------------------------------------ | ------------------------------------------------ | ------------------------------------------------ |
| Lege                                             | Guld                                             | Sølv                                             | Bronze                                           | Totalt                                           | Rang                                             |
| 1960 Roma                                        | 0                                                | 0                                                | 0                                                | 0                                                | –                                                |
| 1964 Tokyo                                       | 0                                                | 1                                                | 1                                                | 2                                                | 29                                               |
| 1968 Mexico by                                   | 1                                                | 0                                                | 1                                                | 2                                                | 28                                               |
| 1972 München                                     | 0                                                | 1                                                | 0                                                | 1                                                | 33                                               |
| 1976 Montréal                                    | 0                                                | 0                                                | 0                                                | 0                                                | –                                                |
| 1980 Moskva                                      | Deltog ikke                                      | Deltog ikke                                      | Deltog ikke                                      | Deltog ikke                                      | Deltog ikke                                      |
| 1984 Los Angeles                                 | 0                                                | 0                                                | 0                                                | 0                                                | –                                                |
| 1988 Seoul                                       | 0                                                | 0                                                | 0                                                | 0                                                | –                                                |
| 1992 Barcelona                                   | 0                                                | 0                                                | 0                                                | 0                                                | –                                                |
| 1996 Atlanta                                     | 0                                                | 0                                                | 1                                                | 1                                                | 71                                               |
| 2000 Sydney                                      | 0                                                | 0                                                | 0                                                | 0                                                | –                                                |
| 2004 Athen                                       | 0                                                | 0                                                | 0                                                | 0                                                | –                                                |
| 2008 Beijing                                     | 1                                                | 0                                                | 0                                                | 1                                                | 52                                               |
| 2012 London                                      | 1                                                | 1                                                | 1                                                | 3                                                | 45                                               |
| 2016 Rio de Janeiro                              | 0                                                | 0                                                | 3                                                | 3                                                | 75                                               |
| 2020 Tokyo                                       |                                                  |                                                  |                                                  |                                                  | –                                                |
| Totalt                                           | 3                                                | 3                                                | 7                                                | 13                                               |                                                  |

## kilder
1. ↑  Tunisia Arkiveret 25. august 2016 hos  Wayback Machine hos rio2016.com